# 奧拉河 (芬蘭)
60°39′44″N 22°35′27″E / 60.66222°N 22.59083°E

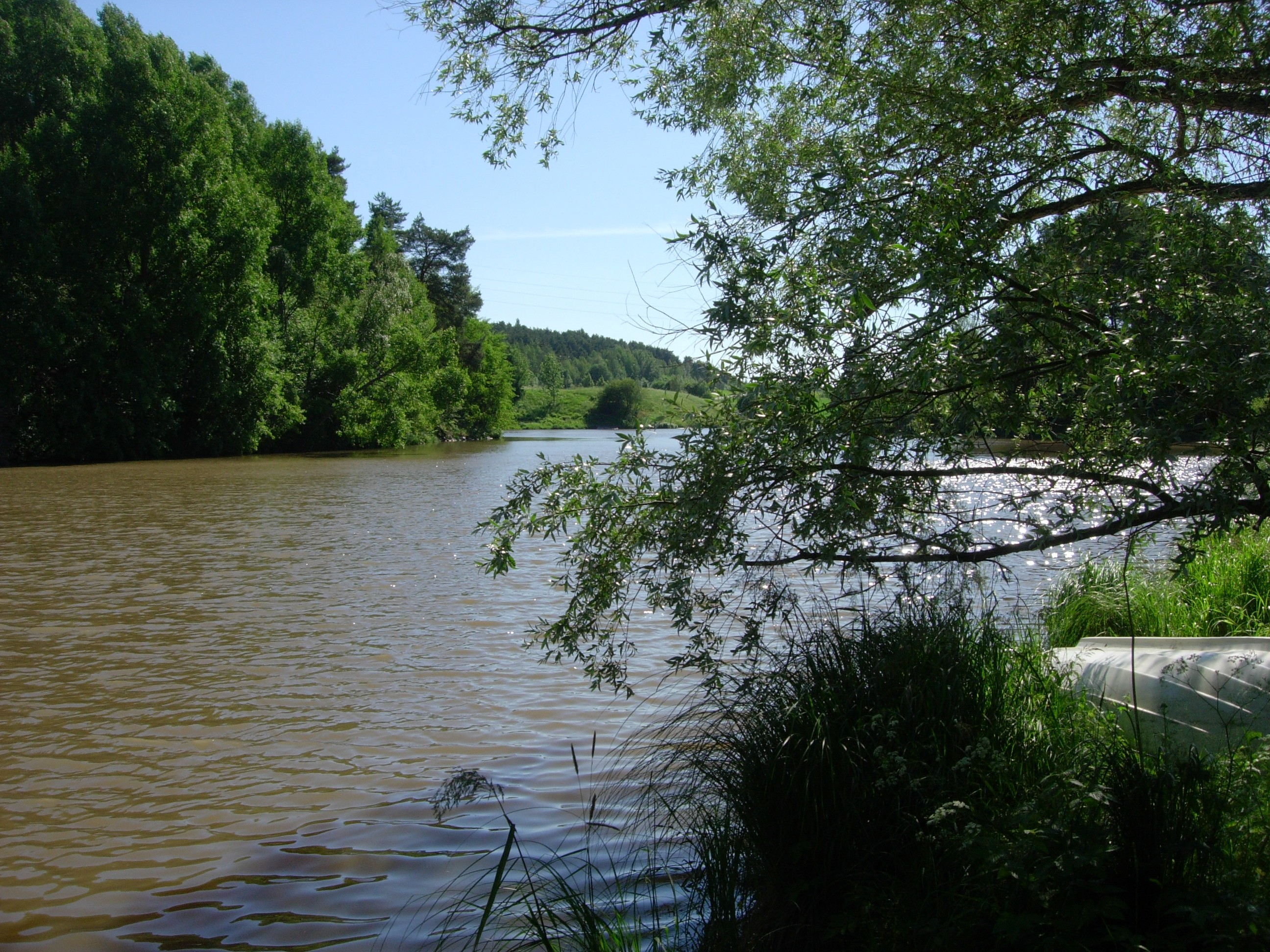

奧拉河（芬蘭語：Aurajoki）是芬蘭的河流，發源自奧里佩，最終在圖爾庫注入群島海，河道全長143公里，流域面積1,271平方公里，平均流量每秒13立方米，河流经过的市镇还有珀于蒂艾、奧拉、列托及卡里納。